# Нова.рс
Нова.рс српска је телевизијска мрежа са седиштем у Београду, која је са емитовањем почела 17. децембра 2013. у 17 сати. Током 2017. корпорација српског бизнисмена Богољуба Карића купила је телевизију која је раније била у власништву немачке корпорације.

## Емитовани садржај
| - Нови дневник - Мала историја Србије - Одељење - Кенедијеви () - Компанија () - Криза () - Лавиринт () - Стубови земље () - Судар () - Сулејман Величанствени () - Балтазар () | - Вампирска принцеза () - Дух скијања () - Екстремно! Светлост и тама () - Замбези () - Изгубљен и нађен () - Море језивих животиња () - Муње () - Нека пада снег! () - Сакриј се и варај () - СФРЈ за почетнике - Хаваји — Рајско острво () - Централ парк, срце Њујорка () - Џингис Кан — Јахач апокалипсе () |